# Коханка смерті (роман)
«Коханка смерті» (рос. «Любовница смерти») — книга російського письменника Бориса Акуніна, восьма частина із серії «Пригоди Ераста Петровича Фандоріна».

## Сюжет
1900 рік. Молода дівчина на ім'я Маша Міронова прибуває до Москви з провінційного містечка, щоб зустрітися зі своїм коханим, членом таємного клубу самогубців. 
Цей клуб нещодавно відкривається в першопрестольній. Назва клубу «Коханці Смерті». Його члени добровільні самогубці, котрі вважають, що земне життя — покарання та являє собою в'язницю, з якої не можна так просто втекти або покинути її, потрібно отримати знак від Смерті. Для кожного з членів клубу це подарунок долі, якщо смерть надішле своєму «обранцеві» знак. Коли коханець, або коханка смерті отримує цей знак, то негайно покінчує з собою залишаючи на місці смерті вірш. 
Маша вирішує вступити у таємний клуб, але через деякий час до компанії «коханців смерті» вступає Ераст Неймлес, якого насправді зовуть Ераст Петрович Фандорін. Фандорін вирішує раз і назавжди покінчити з самогубствами та самим клубом.